# Campionati austriaci di sci alpino 1984
I Campionati austriaci di sci alpino 1984 si svolsero a Jochberg, Kirchberg in Tirol e Oberndorf in Tirol dal 22 al 25 febbraio; furono assegnati i titoli di discesa libera, slalom gigante, slalom speciale e combinata, sia maschili sia femminili.

## Risultati

### Uomini

#### Discesa libera
| Pos. | Atleta           | Nazione |
| ---- | ---------------- | ------- |
| 1    | Helmut Höflehner | Austria |
| 2    | Erwin Resch      | Austria |
| 3    | Harti Weirather  | Austria |

Località: Oberndorf in Tirol

Data: 22 febbraio

#### Slalom gigante
| Pos. | Atleta       | Nazione |
| ---- | ------------ | ------- |
| 1    | Franz Gruber | Austria |
| 2    | Hans Enn     | Austria |
| 3    | Konrad Walk  | Austria |

Località: Kirchberg in Tirol

Data: 24 febbraio

#### Slalom speciale
| Pos. | Atleta              | Nazione |
| ---- | ------------------- | ------- |
| 1    | Bernhard Gstrein    | Austria |
| 2    | Dietmar Köhlbichler | Austria |
| 3    | Robert Zoller       | Austria |

Località: Jochberg

Data: 25 febbraio

#### Combinata
| Pos. | Atleta             | Nazione |
| ---- | ------------------ | ------- |
| 1    | Bernhard Gstrein   | Austria |
| 2    | Ernst Riedlsperger | Austria |
| 3    | Joachim Buchner    | Austria |

Località: Jochberg, Kirchberg in Tirol, Oberndorf in Tirol

Data: 22-25 febbraio

Classifica stilata attraverso i piazzamenti ottenuti
in discesa libera, slalom gigante e slalom speciale

### Donne

#### Discesa libera
| Pos. | Atleta             | Nazione |
| ---- | ------------------ | ------- |
| 1    | Lea Sölkner        | Austria |
| 2    | Elisabeth Kirchler | Austria |
| 3    | Sieglinde Winkler  | Austria |

Località: Oberndorf in Tirol

Data: 22 febbraio

#### Slalom gigante
| Pos. | Atleta            | Nazione |
| ---- | ----------------- | ------- |
| 1    | Claudia Riedl     | Austria |
| 2    | Anni Kronbichler  | Austria |
| 3    | Sieglinde Winkler | Austria |

Località: Kirchberg in Tirol

Data: 23 febbraio

#### Slalom speciale
| Pos. | Atleta           | Nazione |
| ---- | ---------------- | ------- |
| 1    | Roswitha Steiner | Austria |
| 2    | Ida Ladstätter   | Austria |
| 3    | Karin Buder      | Austria |

Località: Jochberg

Data: 24 febbraio

#### Combinata
| Pos. | Atleta            | Nazione |
| ---- | ----------------- | ------- |
| 1    | Sieglinde Winkler | Austria |
| 2    | Sylvia Eder       | Austria |
| 3    | Anita Braunegger  | Austria |

Località: Jochberg, Kirchberg in Tirol, Oberndorf in Tirol

Data: 22-25 febbraio

Classifica stilata attraverso i piazzamenti ottenuti
in discesa libera, slalom gigante e slalom speciale